# 黒山三滝
黒山三滝（くろやまさんたき）は、埼玉県入間郡越生町黒山にある3つの滝の総称である。県立黒山自然公園に属し、1950年には新日本観光地百選の「瀑布の部」で第9位に選ばれた。

## 概要
荒川水系越辺川源流部の三滝川にかかる男滝（おだき）、女滝（めだき）と、支流の天狗滝の3つからなる。
落差10 mの男滝と落差5mの女滝は2段に流れ落ち、上が男滝で下が女滝となっている。落差20 mの天狗滝は男滝・女滝と少し離れた所にある。霊山に天狗が住むということからこの名が付いたとされる。
毎年7月の第1日曜日には1951年に県立黒山自然公園に指定されたのを機に始められた滝開きの儀式が神主・巫女・僧侶・修験者・天狗によって執り行われる。
室町時代に山岳宗教修験道の拠点として開かれ、滝周辺にはいくつもの宗教施設が作られ修験者の修行の場として知られてきた。また、越生町津久根出身で江戸吉原遊廓の副名主だった尾張屋三平が、男滝・女滝を男女和合の神と見立てて江戸に紹介し吉原の信仰を集めた。そのとき三平が建てた道標は現在も黒山三滝入口付近に残っている。
天狗滝の奥の大平山には、修験者栄円の墓や役小角の像がある。
秋になるとモミジが色づき、紅葉の名所として賑わう。
滝の手前には明治時代始めに発見された黒山鉱泉があり、田山花袋や野口雨情、佐佐木信綱など多くの人に愛された。現在、鉱泉宿の近くには田山花袋の祈念碑が建っている。
2000年（平成12年）5月5日には、埼玉新聞社の「21世紀に残したい・埼玉ふるさと自慢100選」に選出された。

## ギャラリー

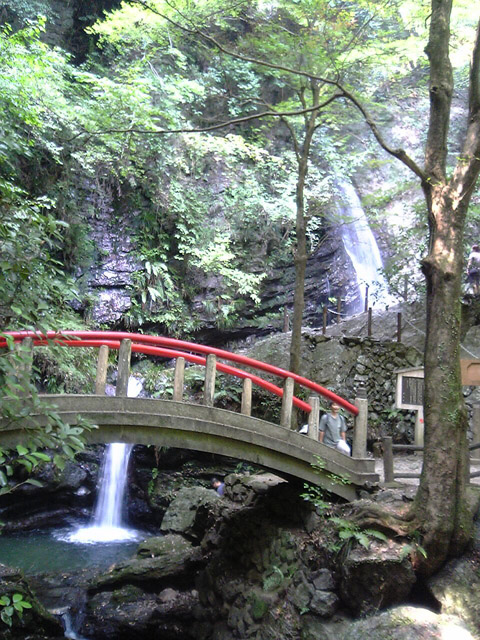
男滝(右)と女滝(左) 中央の橋は夫婦橋
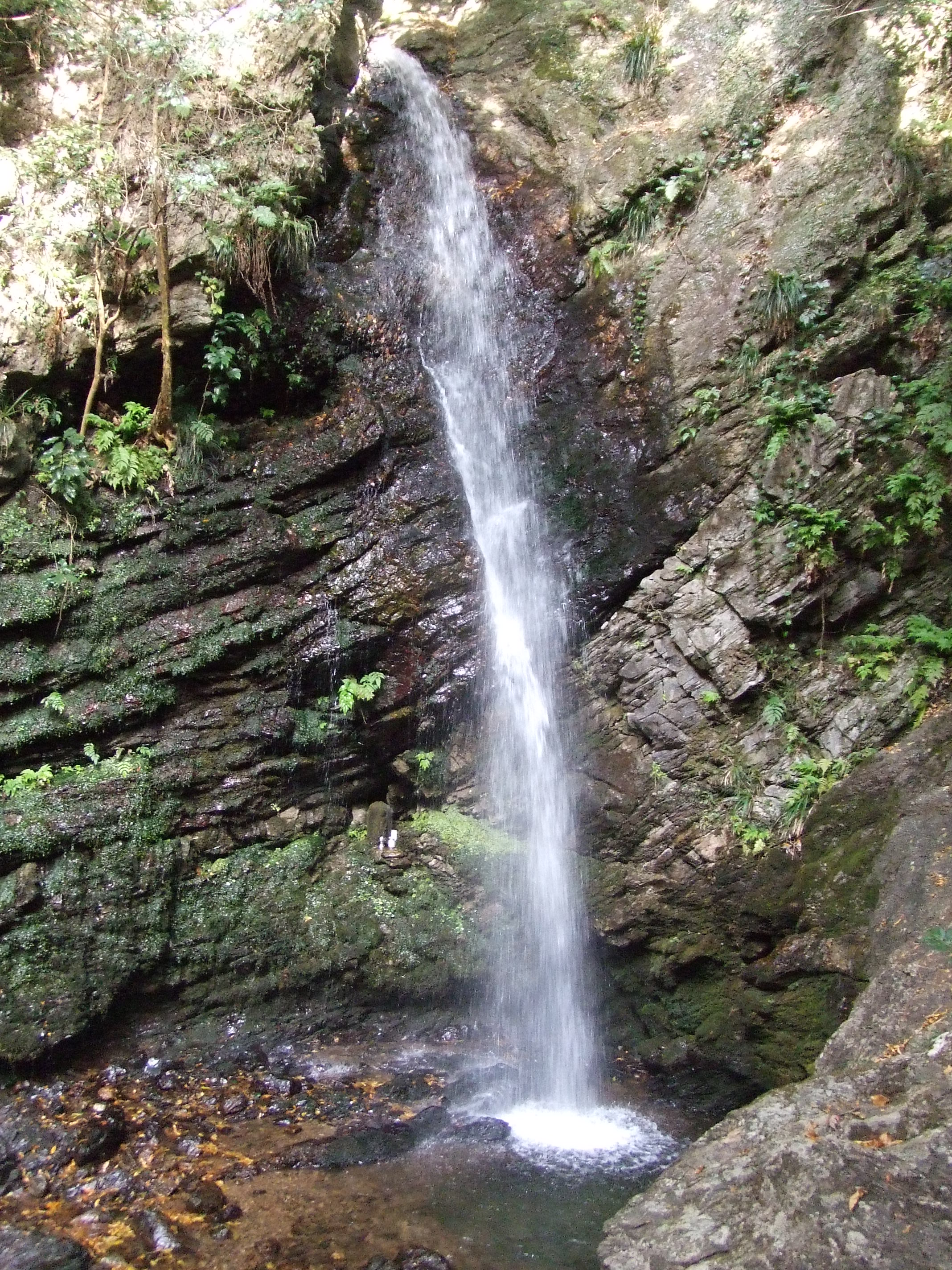
男滝
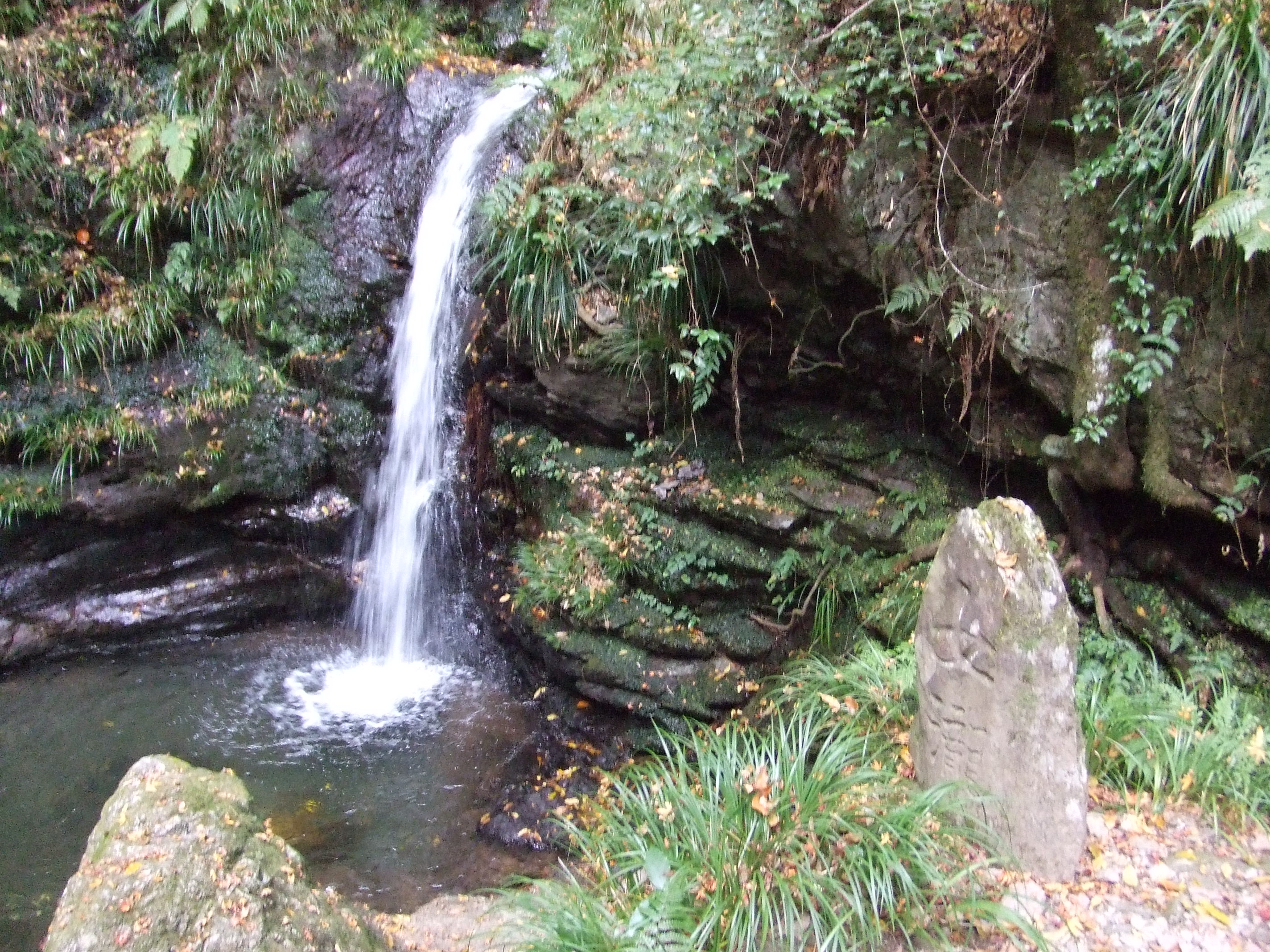
女滝
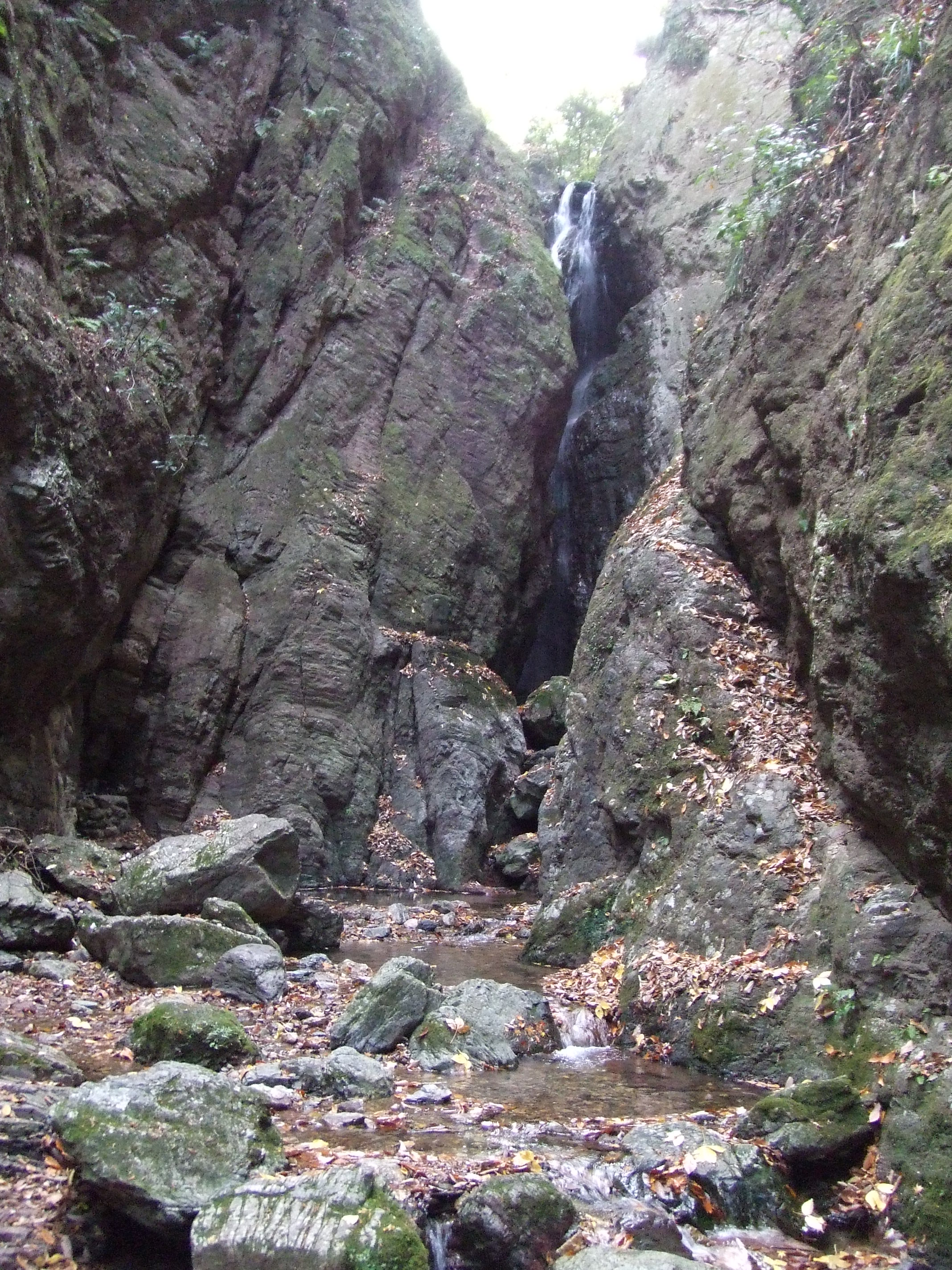
天狗滝

## 黒山三滝が登場する作品
映画『水の声を聞く』（2014年）のロケ地となった。主人公の在日韓国人の巫俗（シンバン）が黒山三滝にある済州島系のシャーマニズムの道場に修行に訪れる。

## 周辺の名所
- 顔振峠
- 黒山鉱泉
- 黒山熊野神社
- 渋沢平九郎自刃の地

## アクセス
電車
- 東武越生線、JR八高線・越生駅から川越観光バス 「黒山」ゆき終点下車。

道路
- 関越自動車道・鶴ヶ島ICから埼玉県道39号川越坂戸毛呂山線40分
- 関越自動車道・東松山ICから埼玉県道41号東松山越生線30分